# Macrotarsomys
Macrotarsomys é um género de roedor da família Nesomyidae.

## Espécies
- Macrotarsomys bastardi Milne-Edwards & G. Grandidier, 1898
- Macrotarsomys ingens Petter, 1959
- Macrotarsomys petteri Goodman & Soarimalala, 2005